# Itai Hagman
Itai Hagman (Jerusalén, 13 de febrero de 1983) es un economista, docente y político argentino, referente de Patria Grande. Es diputado nacional por la ciudad de Buenos Aires.

## Biografía
En su adolescencia incursionó en el fútbol, llegando a jugar en las inferiores de All Boys. Realizó sus estudios universitarios en la Universidad de Buenos Aires, donde se graduó como Licenciado en Economía. Durante 2003 y 2004 cursó un posgrado en Educación Popular en la Universidad Popular Madres de Plaza de Mayo.

## Actividad política
Para el año 2010, Hagman fue elegido Presidente de la Federación Universitaria de Buenos Aires.
En diciembre de 2012, producto de un proceso de unidad entre diferentes organizaciones políticas, se lanza el Movimiento Marea Popular, que lo tuvo como principal dirigente.
En las elecciones legislativas del año 2013, Hagman fue por primera vez candidato a Diputado Nacional por el frente Camino Popular donde obtuvo el 2,17% de los votos en las P.A.S.O. Este frente estuvo integrado, entre otros partidos, por Unidad Popular de Claudio Lozano.
El 26 de julio de 2014 se fundó Patria Grande, también como resultado de la fusión de diversas organizaciones. Hagman fue presentado como su principal referente nacional.
En 2015, Patria Grande lo llevó como candidato a Legislador porteño en el Frente electoral Camino Popular. En estas elecciones superó las P.A.S.O. con un 1,7% de los votos y en las generales obtuvo un 2,42%.
Durante el balotaje presidencial que enfrentó a Mauricio Macri con Daniel Scioli fue una de las caras visibles del posicionamiento de espacios que, sin ser parte del kirchnerismo, llamaron a votar al Frente para la Victoria bajo la consigna «No da lo mismo, Macri jamás».
En el año 2016, impulsa, junto a otros referentes de la política, la plataforma ciudadana AHORA Buenos Aires. Con esta organización, Hagman participó en las primarias del frente  Unidad Porteña (alianza local entre el Partido Justicialista, el Frente para la Victoria y el Partido Bien Común); compitiendo con las listas encabezadas por Daniel Filmus (Unidad Ciudadana) y Guillermo Moreno (Honestidad y Coraje). En ella obtuvo algo más de 43 600 votos, quedando en el último lugar de su interna y sin pasar el piso que le hubiese permitido formar parte de la lista ganadora en la elección general.
En el 2018 participó de la conformación del Frente Patria Grande (actual Patria Grande), un espacio político que tiene a Juan Grabois como principal figura y que está conformado por sectores sociales y políticos que no participaron del gobierno kirchnerista pero que afirman que en la etapa actual es fundamental defender a la expresidenta Cristina Fernández de Kirchner de la persecución judicial y acompañarla en una eventual candidatura en el 2019. Este frente apostó a formar parte de un "Frente Patriótico" que nucleara a la mayor parte de la oposición, con el kirchnerismo y CFK en un rol articulador.

"Valoramos el rol que Cristina asumió como líder de la oposición frontal a Macri y al modelo neoliberal. Porque el neoliberalismo requiere de una domesticación de todo el sistema político, y eso significa que la oposición sea parte de ese consenso neoliberal. Quieren construir un bipartidismo neoliberal, y Cristina es la que rompe esos planes"
Itai Hagman en diálogo con el diario Tiempo Argentino

En 2019 fue candidato a diputado del Frente de Todos por la Ciudad de Buenos Aires y fue elegido en las elecciones del 27 de octubre. Asumió su banca el 10 de diciembre. Fue reelecto diputado en 2023.
En febrero de 2025, Itai Hagman presentó una denuncia penal junto a Juan Grabois contra Javier Milei por la violación del artículo 265 del Código Penal en el "Criptogate".

## Obras
En el año 2014 escribió el libro La Argentina Kirchnerista en Tres Etapas, en el que plasmó su postura de aquel entonces sobre el kirchnerismo.
En el 2017 publicó el libro La izquierda y el nacionalismo popular ¿Un divorcio inevitable? junto con Ulises Bossia. En esta compilación de textos los autores discuten la categoría de "Izquierda Popular" a la que por un lado, la analiza en retrospectiva histórica, proponiendo una crítica a las posturas tradicionales de la izquierda y al mismo tiempo la analiza a la luz de la realidad política actual donde encuentran las claves para la superación de la etapa abierta por el gobierno de Cambiemos.